# Argyractis pavionalis
Argyractis pavionalis là một loài bướm đêm trong họ Crambidae.